# André Macanga
André Macanga, właśc. André Venceslau Valentim Macanga (ur. 14 maja 1978 w Luandzie) – angolski piłkarz grający na pozycji środkowego obrońcy lub defensywnego pomocnika.

## Kariera klubowa
Macanga urodził się w stolicy Angoli, Luandzie. W młodym wieku wyemigrował z rodzicami do Portugalii i tam też zaczął kopać piłkę. Karierę rozpoczął w amatorskim klubie CD Arrifanense i w tym okresie łączył grę w piłkę z pracą listonosza. W 1998 roku przeszedł do Vilanovense FC, a po roku stał się profesjonalnym graczem klubu SC Salgueiros z miasta Porto. W jego barwach zadebiutował w Superlidze i jako podstawowy zawodnik przyczynił się do utrzymania zespołu w ekstraklasie. W 2000 roku trafił do FC Alverca, z którą zajął 12. miejsce w lidze, a w 2001 został zawodnikiem dużo silniejszej Vitórii Guimarães, z którą zakończył sezon na 9. pozycji. W 2002 roku André ponownie zmienił klub i tym razem został piłkarzem Académiki Coimbra, której pomógł w utrzymaniu w Superlidze. Równa forma i zdobyte 4 bramki spowodowały, że Macangą zainteresowano się w jednym z czołowych klubów kraju, Boaviście Porto i zawodnik trafił do tego zespołu. Zawodnicy Boavisty rozegrali jednak słabszy sezon i zajęli 8. pozycję w lidze, a André nie grał już na tyle udanie co w klubie z Coimbry.
W 2004 roku Macanga wyjechał do Turcji by grać w tamtejszym Gaziantepsporze. Tam grał przez rok i był podstawowym zawodnikiem zespołu, który zakończył rozgrywki tureckiej ligi na 9. miejscu. Od 2005 roku André jest zawodnikiem klubu z Kuwejtu o nazwie Al Kuwait Kaifan. Zarówno w 2006 jak i 2007 roku zdobywał z nim mistrzostwo Kuwejtu.
W 2010 roku Macanga odszedł do Al-Jahra SC, a w 2013 roku przeniósł się do katarskiego Al-Shamal SC, gdzie zakończył karierę.
| Sezon   | Klub              | Kraj       | Rozgrywki                          | Mecze | Bramki |
| ------- | ----------------- | ---------- | ---------------------------------- | ----- | ------ |
| 1997/98 | CD Arrifanense    | Portugalia | 4. liga                            | ?     | ?      |
| 1998/99 | Vilanovense FC    | Portugalia | 4. liga                            | ?     | ?      |
| 1999/00 | SC Salgueiros     | Portugalia | Primeira Liga                      | 27    | 0      |
| 2000/01 | FC Alverca        | Portugalia | Primeira Liga                      | 20    | 1      |
| 2001/02 | Vitória SC        | Portugalia | Primeira Liga                      | 17    | 1      |
| 2002/03 | Académica Coimbra | Portugalia | Primeira Liga                      | 32    | 4      |
| 2003/04 | Boavista FC       | Portugalia | Primeira Liga                      | 21    | 0      |
| 2004/05 | Gaziantepspor     | Turcja     | Superliga                          | 24    | 1      |
| 2005/06 | Al Kuwait Kaifan  | Kuwejt     | 1. liga                            | 14    | 0      |
| 2006/07 | Al Kuwait Kaifan  | Kuwejt     | 1. liga                            | 19    | 4      |
| 2007/08 | Al Kuwait Kaifan  | Kuwejt     | 1. liga                            | 17    | 2      |
| 2008/09 | Al Kuwait Kaifan  | Kuwejt     | 1. liga                            | 22    | 3      |
| 2009/10 | Al Kuwait Kaifan  | Kuwejt     | 1. liga                            | 22    | 1      |
| 2010/11 | Al-Jahra SC       | Kuwejt     | 1. liga                            | 29    | 2      |
|         |                   |            | Łącznie w portugalskiej Superlidze | 117   | 6      |
|         |                   |            | Łącznie w tureckiej Superlidze     | 24    | 1      |

## Kariera reprezentacyjna
W reprezentacji Angoli Macanga zadebiutował 16 listopada 2003 roku w wygranym 2:0 meczu z Czadem. W 2006 roku został powołany do kadry na PNA 2006 w Egipcie, jednak Angola zakończyła w nim udział już w fazie grupowej. W tym samym roku André znalazł się w drużynie narodowej powołanej na Mistrzostwa Świata w Niemczech. Tam był podstawowym zawodnikiem i wystąpił najpierw w spotkaniu z Portugalią (0:1), w którym otrzymał żółtą kartkę, a następnie w meczu z Meksykiem (0:0), ale otrzymana w 79. minucie meczu czerwona kartka wyeliminowała go z udziału w spotkaniu z Iranem.